# Okawango (rzeka)

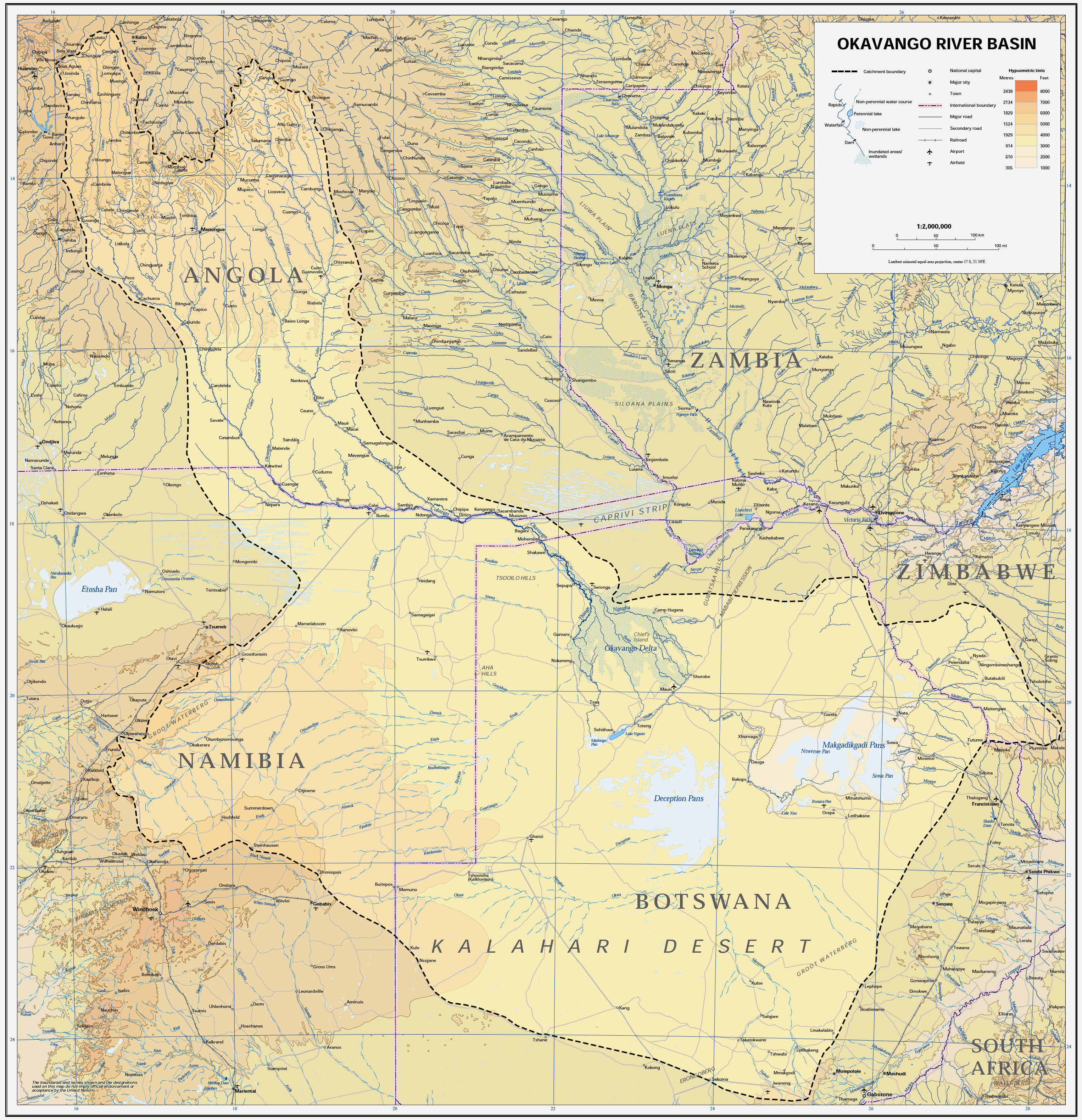
Dorzecze rzeki Okawango

Okawango (dawniej: Kubango; ang. Okavango, port. Cubango) – rzeka w południowo-zachodniej Afryce – Angoli, Namibii i Botswanie o długości 1600 km i dorzeczu ok. 800 tys. km². Jest wyjątkową rzeką, nie uchodzi bowiem do morza, ale kończy swój bieg w kotlinie Kalahari, uchodząc do bagnistego zbiornika Okawango (bagna Okawango, delta Okawango).